# آبه نو یوریتوکی
آبه نو یوریتوکی ((به ژاپنی: 安倍頼時 Abe no Yoritoki)؛ ? – 1057) فرد نظامی فرمانده کل قوای دفاع از شمال رهبر خاندان آبه اهل ژاپن بود.